# Otopappus syncephalus
Otopappus syncephalus là một loài thực vật có hoa trong họ Cúc. Loài này được Donn.Sm. mô tả khoa học đầu tiên năm 1905.